# Segonzano
Segonzano (IPA: /seɡonˈʦano/, Segonzàn in dialetto trentino) è un comune italiano sparso di 1 391 abitanti della provincia di Trento. La sede municipale si trova nella frazione di Scancio.

## Storia

### Storia antica
Ritrovamenti archeologici suffragano l'idea che Segonzano, e la Val di Cembra più in generale, fossero abitati sin dal neolitico; castellieri dell'età del bronzo sono stati rinvenuti sul Dos Venticcia di Segonzano e sull'Oselera di Sevignano.
Verso l'anno 15 a.C. i romani, guidati da Druso, conquistarono le valli dell'Avisio sottomettendone gli abitanti retici; il nome del comune di Segonzano risale probabilmente a questo periodo, da un prediale romano, Praedium Secundianum, che indicava che il territorio apparteneva ad un uomo di nome Secundus o Secundius o a una gens Secundia; secondo alcuni storici, l'insediamento potrebbe essere stato fondato da galli romanizzati qui trapiantati, originari della Gironda, dove esistono svariati luoghi chiamati "Segonzac".
Le invasioni barbariche, tra il III e il V secolo, scacciarono le forze romane dalla zona, dopodiché prese avvio la cristianizzazione della valle.

### Medioevo
Al 1216 è datato un documento, inserito nel Codex Vangianus, con il quale tale Rodolfo Scancio, proveniente da una famiglia di ministeriali in servizio come coppieri del vescovo, viene investito del feudo di Segonzano, prima appartenente al principe vescovo di Trento, autorizzandolo a costruire un castello. Nel 1288, il feudo passò di mano dagli Scancio ai Rottenburgo, una famiglia originaria della Baviera, grazie alle macchinazioni di Mainardo II del Tirolo; il feudo venne governato da un ramo dei Rottenburgo capeggiato dal tal Jacopus o Giacomo, figlio di Sigfrido, che si appropriò anche del titolo di coppiere del vescovo; nel 1375 Corrado, figlio di Giacomo, cedette il feudo al cugino Federico di Greifenstein, signore di Pergine; nel 1386, alla morte di questi nella battaglia di Sempach, il feudo passò a un altro ramo dei Rottenburgo, quello dei signori di Caldaro, che ne mantennero il controllo fino al 1424.
Nel 1408 infatti, Enrico di Rottenburgo diede il via, con altri feudatari, ad una ribellione contro il conte del Tirolo Federico IV. Sedata la ribellione, Enrico venne privato dei suoi feudi e morì a Caldaro nel 1412, senza lasciare eredi; nel 1418, Sigismondo ordinò il passaggio del feudo di Segonzano al vescovo, e due anni dopo al conte Giovanni di Lupfen, entrambi ordini che Federico ignorò; il vescovo di Trento Alessandro di Masovia, volendo almeno salvare le apparenze, intestò ufficialmente il feudo a Federico nel 1424, privando però al contempo i signori di Segonzano della carica di coppieri, che venne conferita ai Thun. Dal 1424 al 1500, quindi, Segonzano rimase di proprietà dei conti del Tirolo, che affidarono la guida del feudo a vari capitani.

### Storia moderna
Nel 1500 fu nominato capitano, da Massimiliano I d'Asburgo, Paolo di Liechtenstein, proprietario di molti altri feudi in Trentino e in Alto Adige; suo figlio Cristoforo Filippo vendette il feudo a Giovanni Battista a Prato nel 1535, investitura ufficializzata dal vescovo Bernardo Clesio. Gli a Prato, famiglia originaria di Barzio in Valsassina, vennero insigniti del titolo di baroni nel 1636, e detennero il controllo su Segonzano fino al 1869, quando la proprietà passò dai nobili ai comuni o ai singoli privati aventi diritto.
Nel 1796 il comune si trovò coinvolto nella campagna d'Italia delle guerre napoleoniche: il 2 novembre le forze francesi stanziate a Lavis, guidate dal generale de Vaubois, si mossero contro le truppe austriache guidate da Paul Davidovich; una delle colonne francesi, guidata dal general Gaspard, si fece strada verso Segonzano, conquistando dapprima il castello, ma venendo poi respinta dalle forze austriache negli abitati di Parlo e Piazzo nella battaglia di Segonzano; il castello, gravemente danneggiato, non venne riparato e andò successivamente in rovina.

### Simboli
Lo stemma è stato concesso con regio decreto del 3 agosto 1930.
Il colore rosso ed il segone da boscaiolo si rifanno al simbolo nobiliare che fu degli Scancio, signori di Segonzano; il colore azzurro richiama l'antico comune di Sevignano che nel 1928 fu unito a quello di Segonzano.
Gonfalone
Il gonfalone è stato approvato con D.G.P. del 6 dicembre 1985, n. 11605.

## Monumenti e luoghi d'interesse

### Architetture religiose
- Chiesa degli Angeli Custodi a Valcava.
- Chiesa dell'Immacolata a Piazzo, edificata nel 1524 su una preesistente cappella del XII secolo.
- Santuario della Madonna dell'Aiuto, costruito nel 1820 su una cappella seicentesca.
- Chiesa della Madonna di Loreto a Gresta.
- Chiesa di Maria Santissima Regina del Santo Rosario a Prà.
- Chiesa del Sacro Cuore di Gesù a Quaras.
- Chiesa di Sant'Antonio da Padova a Gaggio.
- Chiesa di San Nicolò a Sevignano, consacrata sul finire del 1500.
- Chiesa della Santissima Trinità a Stedro, risalente alla prima metà del 1700.

### Architetture civili
Nel comune si trova il castello di Segonzano, costruito nel 1216 da Rodolfo Scancio; esso cadde in rovina dopo che venne danneggiato nel 1796 durante la battaglia di Cembra; è stato ristrutturato e messo in sicurezza nel 2006 e nel giugno del 2007 è stato inaugurato con una rievocazione storica della battaglia.
Nel 1495 Albrecht Dürer, in viaggio per Venezia, passò per la Val di Cembra a causa dello straripamento dell'Adige. In Valle il pittore dipinse alcuni quadri tra cui due raffiguranti il castello di Segonzano, un mulino e una veduta della valle dalla chiesa di San Rocco di Cembra.
Presso la frazione di Prà sorge il ponte di Cantilaga, antica via di congiunzione fra le due sponde dell'Avisio, citato per la prima volta in un documento del 1472; il nome "Cantilaga" viene probabilmente da un termine ladino col significato di "passaggio sull'acqua", anche se l'etimologia popolare lo fa derivare dall'espressione "lasciare i canti", per non disturbare i signori del castello che sorgeva poco distante.

### Aree naturali

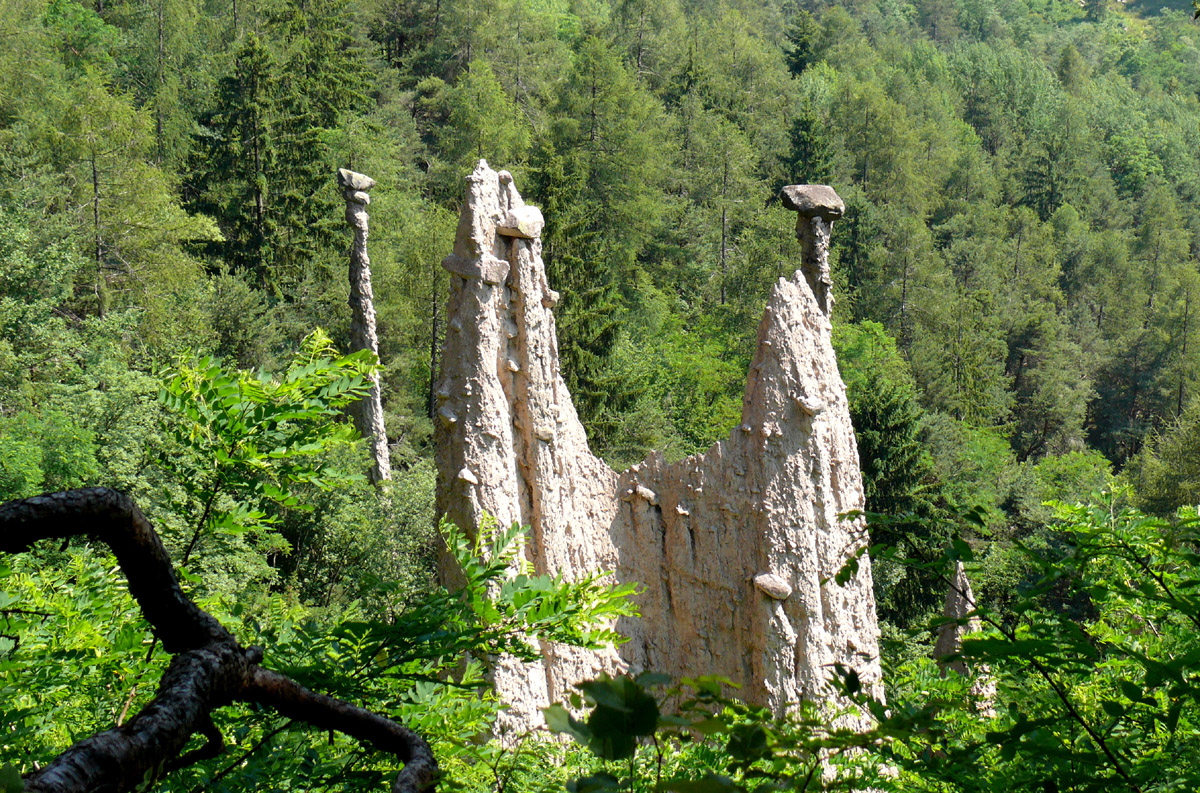
Le piramidi di Segonzano

Le piramidi di terra (in dialetto locale Omèni de Segonzan) sono grandi piramidi di terra e ciottoli, formate dall'erosione della pioggia, generalmente sormontate da un masso di porfido che funge da "cappello".

### Leggende
- El picena: la leggenda tratta la storia di un uomo di bassa statura, di professione sarto, che lavorava presso i baroni del castello di Segonzano. Quest'uomo, che veniva chiamato "El Picena" per la sua statura, era molto caro alla baronessa ma quando questa scoprì che era ateo tentò di convincerlo a convertirsi. Lui rifiutò, e all'insistere della donna l'ometto scappò via inseguito dalle guardie; per fuggire si arrampicò su un fico cresciuto su uno strapiombo. Il ramo su cui era salito però si spezzò facendolo cadere sulle rocce sottostanti. L'ometto, morente, strisciò fino ad una piccola grotta lì vicino dove esalò il suo ultimo respiro. Il suo fantasma senza pace però vaga tuttora nella speranza di trovare un prete che lo converta e permetta al suo spirito di riposare. Sebbene l'albero non ci sia, la cavità a cui la leggenda fa riferimento, conosciuta come Bus del Picena ("Buco del Picena"), è presente e raggiungibile e tuttora la popolazione di Piazzo evita di arrampicarsi sui fichi.
- I Cavezai: si tratta di una serie di leggende riguardanti degli uomini dai piedi di mulo[24] (o caprini), che nella maggior parte dei casi si facevano invitare con l'inganno nelle case della gente con cattive intenzioni. Generalmente i popolani, una volta accortisi della loro identità, riuscivano a salvarsi mandandoli fuori di casa con qualche trucco (il più celebre è quello escogitato da una donna che li mandò a prendere l'acqua per la polenta con un secchio bucato) per poi richiudersi la porta alle spalle e appenderci una croce, che impediva loro di avvicinarsi. Queste storie sono nate probabilmente per spiegare le croci presenti ancor oggi (anche se in rapida diminuzione) sulle porte delle case di Stedro.
- El Capelòn del Doss: secondo questa leggenda, un bruto o un mostro con un grande cappello che viveva nei boschi, angariava la popolazione locale gettando le pecore nei burroni e adescando le persone nel suo covo per mangiarsele; gli abitanti di Segonzano, con grande sacrificio, prepararono un grande tesoro, sette bocce d'oro, da offrire a un dio venerato sul Doss Venticcia perché li liberasse da quel male. Durante una notte di tempesta, però, il mostro rubò le sette bocce. Non molto tempo dopo, il bruto venne sorpreso ad attaccare un gregge e catturato: liberato un braccio, prese il grande cappello e lo lanciò verso il Doss Venticcia, per poi sparire nel nulla. Corsi sul Doss, i pastori trovarono che un grande masso a forma di cappello, mai visto prima, stava nel bosco; del mostro non si ebbe più notizia, ma tutti pensarono che sotto al masso si celassero le bocce d'oro. Un tale di Teaio, la notte di Natale, andò quindi a scavare sotto al "Capelòn" e, quando la punta del piccone urtò qualcosa di metallico, non si trattenne dall'urlare "le gh'è!" ("ci sono!"). Ma poiché quando si trova un tesoro bisogna fare silenzio, le bocce sprofondarono nel terreno, e questi se ne tornò a casa scornato[25].

## Società

### Evoluzione demografica
Abitanti censiti

## Geografia antropica

### Frazioni
Segonzano è composto da varie frazioni, nessuna delle quali chiamata "Segonzano" (si tratta quindi di un comune sparso). Le frazioni di Scancio, Sabion, Stedro, Saletto, Luch e Casal sono conurbate tra di loro, e costituiscono di fatto un unico agglomerato.
Le frazioni sono:
Casal
Frazione di recente formazione, situata a 770 m s.l.m.
Gaggio
Situata a 850 m di altitudine, 200 metri sopra alla vicina Gresta, sorge su quanto resta di un deposito alluvionale del quaternario; edificata lungo il corso del rio Gaggio, gode di un clima soleggiato. Il suo nome è di origine longobarda, da Gahagi, che indicava una siepe e poi un bosco recintato, anche se è ignoto a quale luogo facesse riferimento in origine il termine. Nel 1800 fu edificata in paese la chiesa di Sant'Antonio da Padova, ristrutturata nel 1911; l'altare barocco seicentesco proviene dalla chiesa parrocchiale: lo spazio dell'ancona è vuoto, lasciando intravedere il muro retrostante, su cui, nel 1924, è stata affrescata l'immagine di sant'Antonio.
Gresta
Piccola frazione posta in una conca a 650 m s.l.m.; è divisa in due nuclei, le cui case sono sorte intorno al 1600. In paese si trova la chiesa della Madonna di Loreto, costruita nel 1666.
Luch

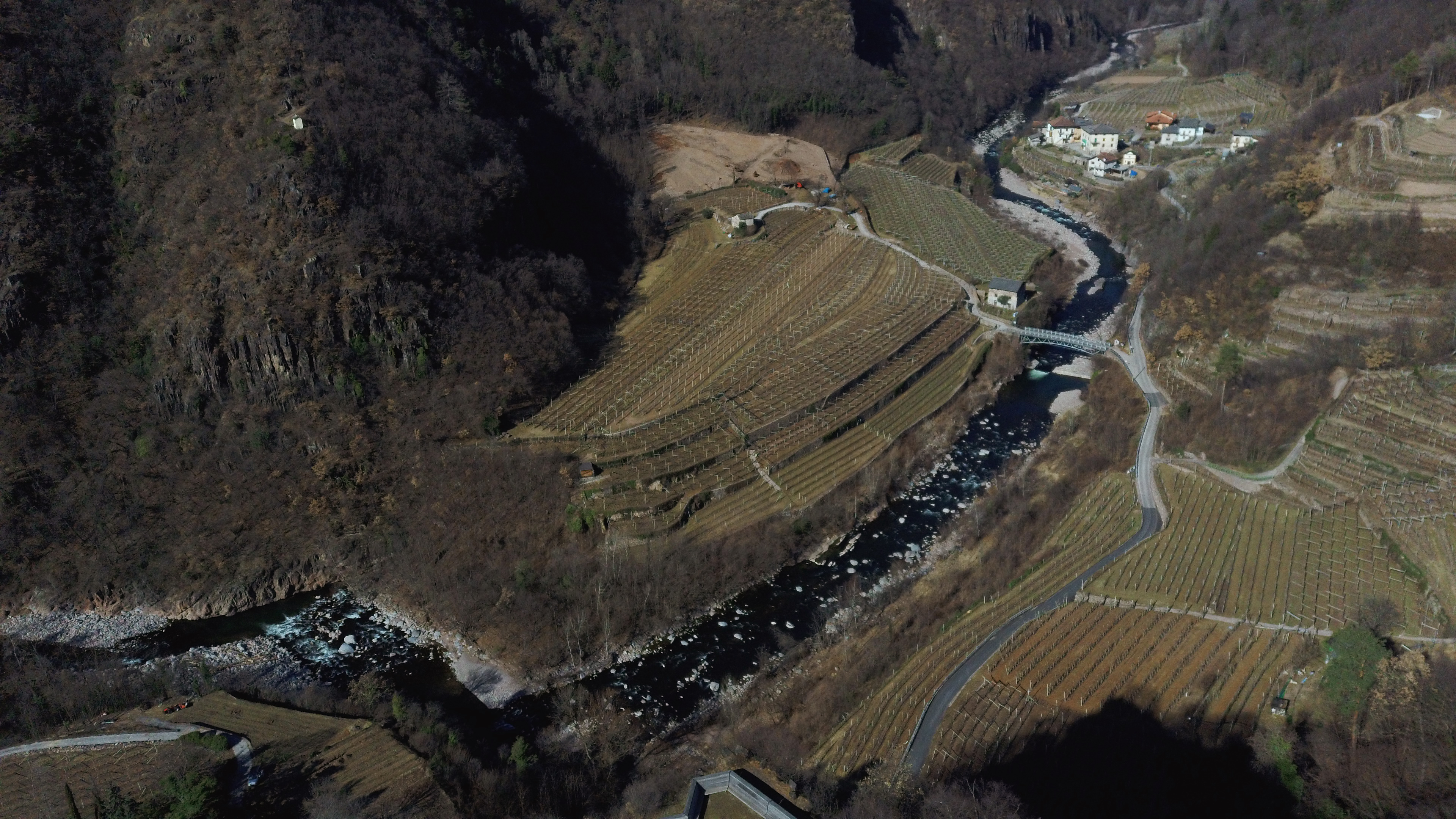
Il torrente Avisio, il ponte di Cantilaga e, sullo sfondo, il paese di Prà

Piccola frazione situata a 770–780 m di altitudine; il toponimo risale al latino lucus, "bosco"
Parlo

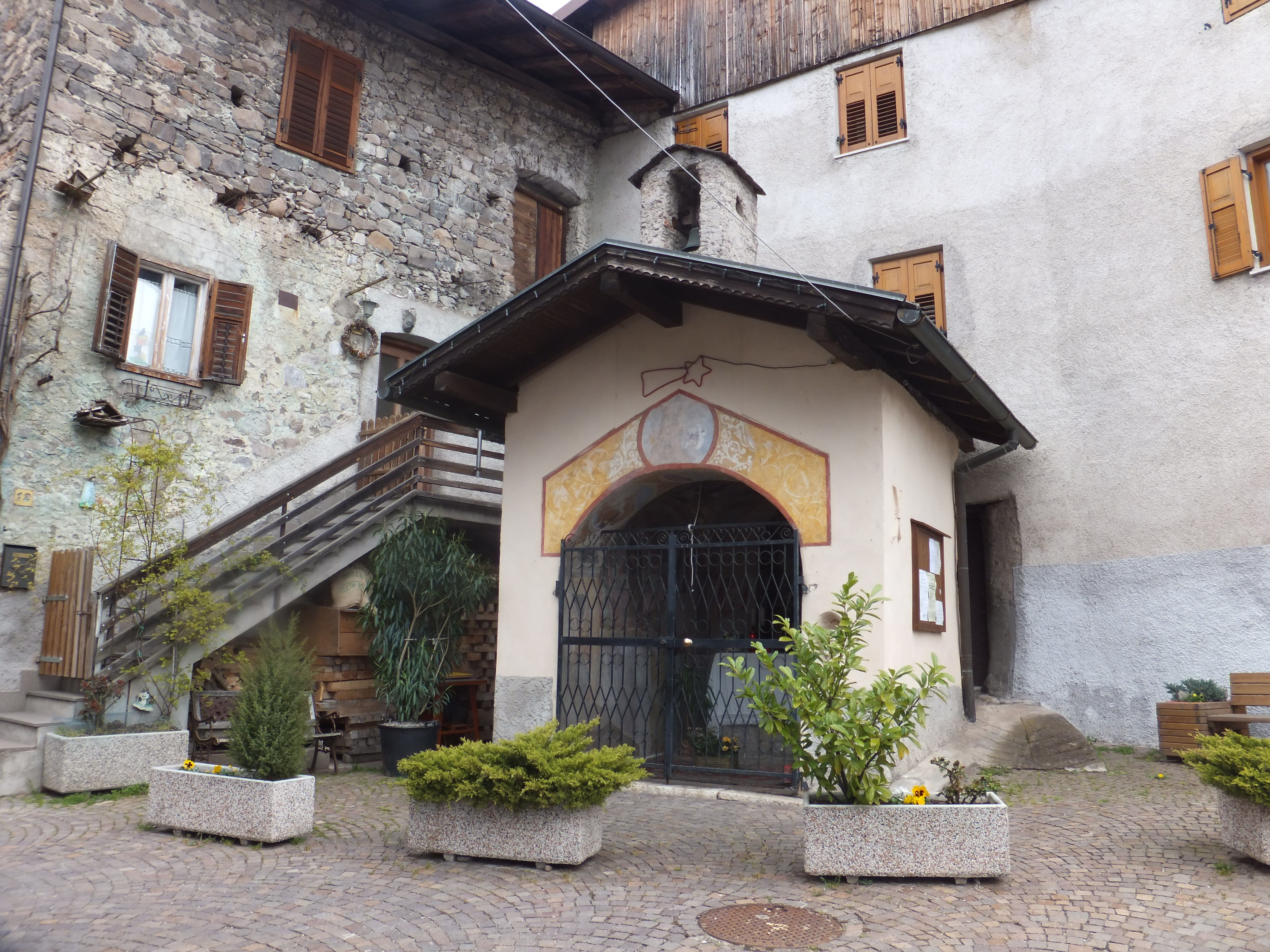
La cappella di Santa Maria Maddalena di Parlo

Frazione costituita da poche case, costruite lungo il vecchio corso stradale. Al centro si erge una piccola cappella dedicata a santa Maria Maddalena, risalente alla fine del XVII secolo.
Piazzo
Frazione situata a 520 m sul livello del mare e affacciata sul rio Regnana. Al centro del paese si trova la chiesa dell'Immacolata, edificata nel 1500 sopra una preesistente cappella del 1130 circa; sono presenti anche il palazzo dei baroni a Prato e, fuori dal centro abitato, una cappella dedicata a sant'Antonio di Padova e il castello di Segonzano.
Prà
Piccola frazione situata a 490 m s.l.m., costruita su un terreno pianeggiante che costeggia il torrente Avisio, coltivato perlopiù a vigne; alcuni riconducono il nome semplicemente al termine dialettale prà, "prato", mentre per altri deriva dal longobardo braida, "pianura", "luogo pianeggiante".
Il piccolo gruppo di case nasce pochi metri sopra al letto del torrente Avisio, molto importante una volta per bagnare i campi e per il trasporto del legname; al Prà esistevano due mulini, uno del Bepi e l'altro del Severino dotato di sega, le cui pale hanno funzionato, proprio grazie all'acqua dell'Avisio, fino agli anni Cinquanta.
In paese si trova una chiesetta dedicata a Maria santissima Regina del Rosario, edificata all'inizio del 1900 e benedetta il 15 settembre 1918. 
Quaras

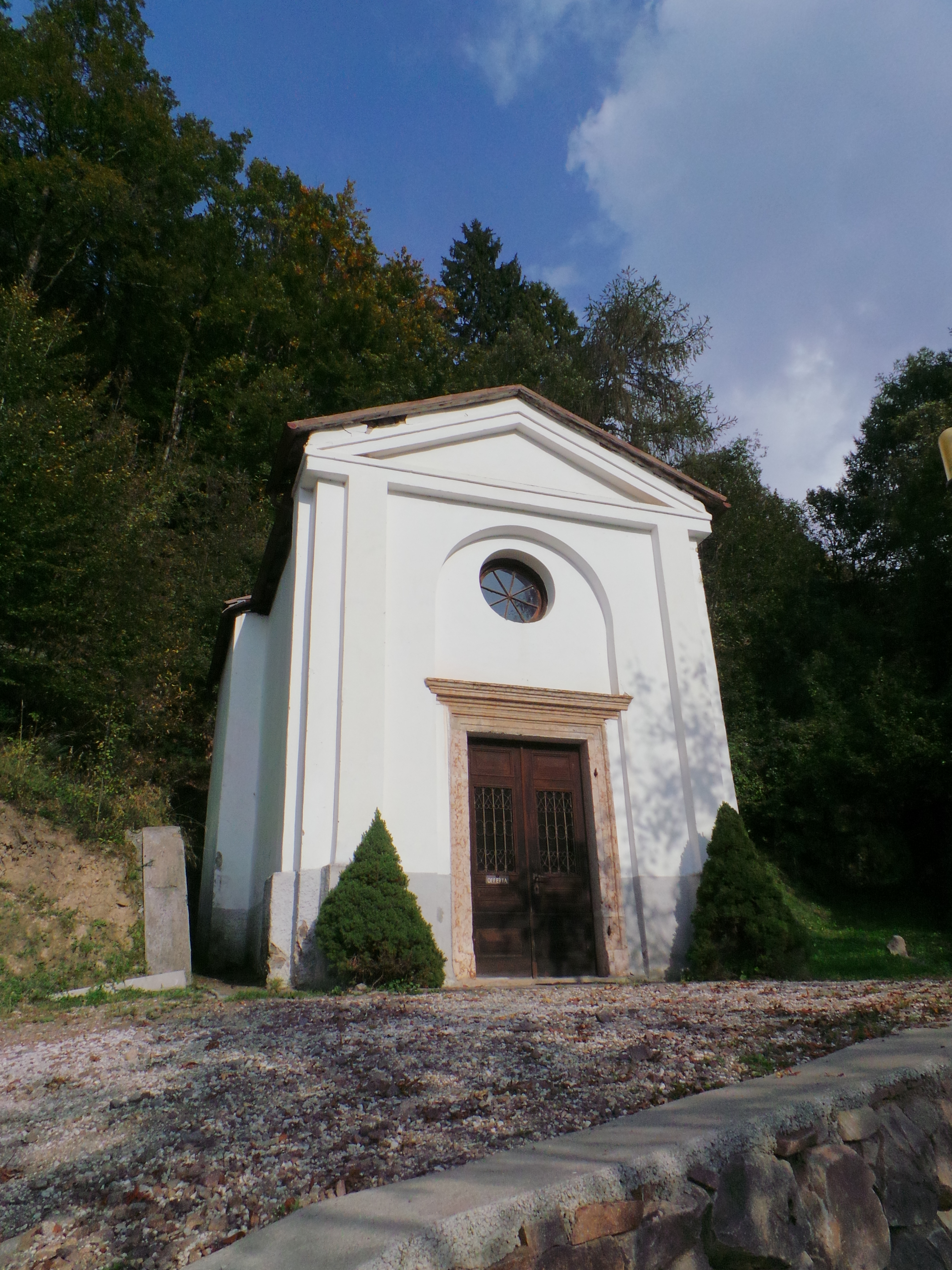
La chiesetta di Quaras

Piccola frazione isolata, situata a 954 m s.l.m., sul versante sud del dosso di Segonzano, a sudest delle Piramidi; deve il suo nome probabilmente all'antica regolamentazione delle comunità valligiane, in quanto riconducibile al latino quadrus, che indicava dapprima "la quarta parte di un campo", e poi più generalmente un qualsiasi campo di forma quadrata e infine semplicemente una suddivisione amministrativa. Appena al di fuori del centro abitato sorge una piccola chiesa dedicata al Sacro Cuore di Gesù, costruita fra il 1920 e il 1924.
Sabion
Una delle frazioni antiche di Segonzano, situata a 730–750 m s.l.m.; il nome indicava la presenza di depositi alluvionali di sabbia.
Saletto
Situata a 650–670 m s.l.m., lungo la strada che da Scancio porta a Piazzo. Il toponimo, in dialetto Salèt, potrebbe derivare dal nome del salice col senso di "saliceto" oppure avere origini longobarda, dal termine sala, il luogo dove venivano raccolti i tributi dovuti dalla popolazione. Nel paese si trova una cappella dedicata a san Rocco, costruita ex voto per un'epidemia di colera; la sua esistenza è attestata nel 1864; venne ripristinata nel 1898 e inaugurata due anni dopo, e ampliata ulteriormente nel 1925. Al suo interno, un grande crocifisso ligneo e due statue, raffiguranti san Rocco e la Madonna col bambino.
Scancio
Fondata dopo il 1920 lungo la SP 71 Fersina - Avisio, a 650–710 m di altitudine; è sede comunale. Il nome del paese venne scelto dal barone Silvio a Prato in onore di Rodolfo Scancio, primo proprietario del feudo di Segonzano nel 1200; il cognome, in latino Scancus, Scanzus o Cancus, deriva dal tedesco Schenck, ossia "coppiere", il ruolo che egli svolgeva in servizio presso il principe vescovo di Trento
Sevignano

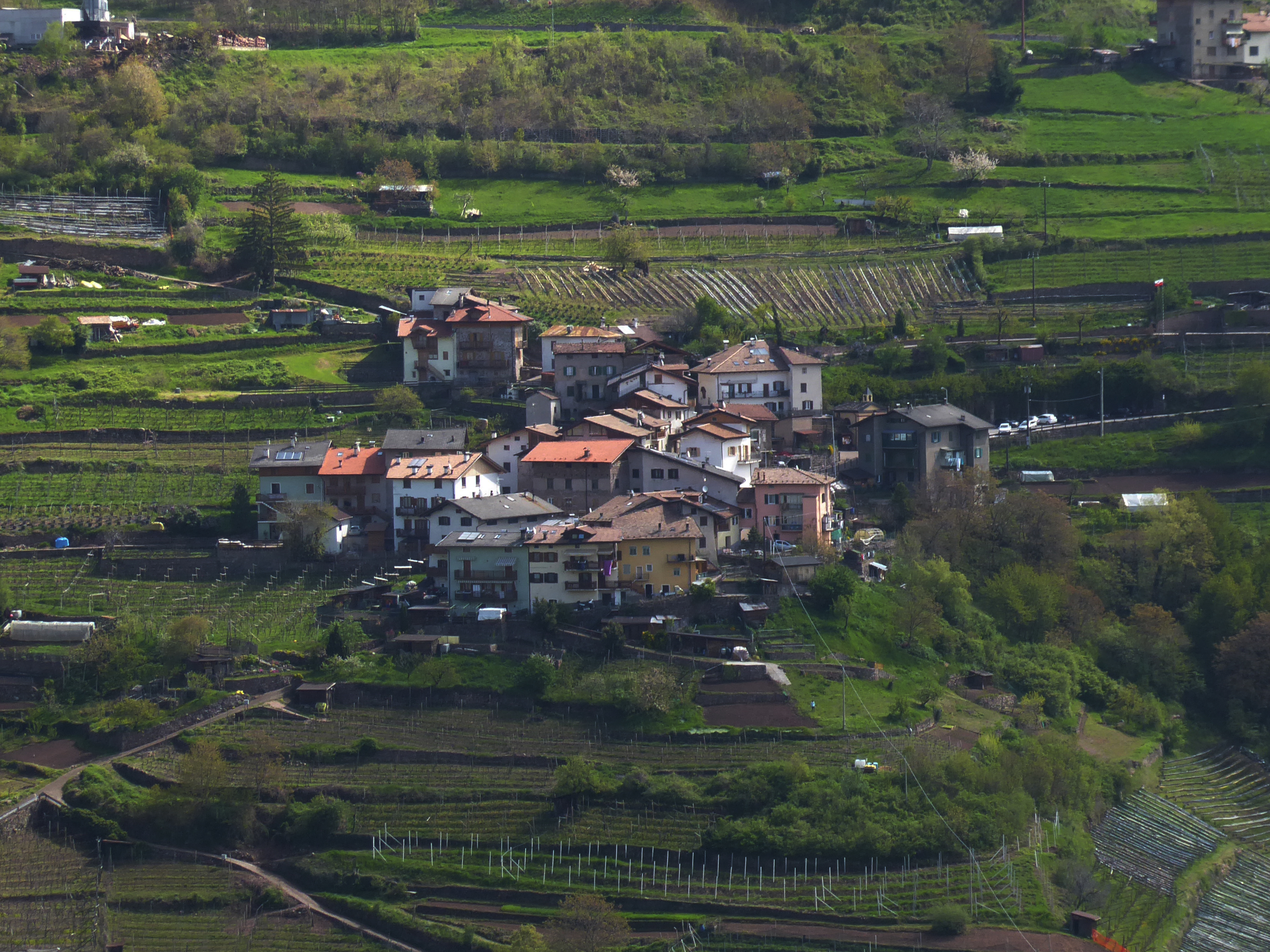
La frazione di Teaio vista dalla SS612

Frazione situata lungo la strada che conduce verso il comune di Lona-Lases, a 701 m s.l.m.; ha costituito fino al 1926 comune autonomo. Al centro si erge la chiesa di San Nicolò, consacrata a fine 1500.
Stedro
Ex sede comunale, sorge a 765 m s.l.m.; vi si trova la chiesa della Santissima Trinità.
Teaio
Piccolo paese situato a 665–700 m s.l.m., vi si trova una cappella dedicata all'Assunta, dapprima edificata nel 1855 come piccolo capitello in ricordo delle vittime del colera e ampliata alle dimensioni attuali nel 1923. Il nome del villaggio, in dialetto Teai, deriva forse da quello del tiglio.
Valcava

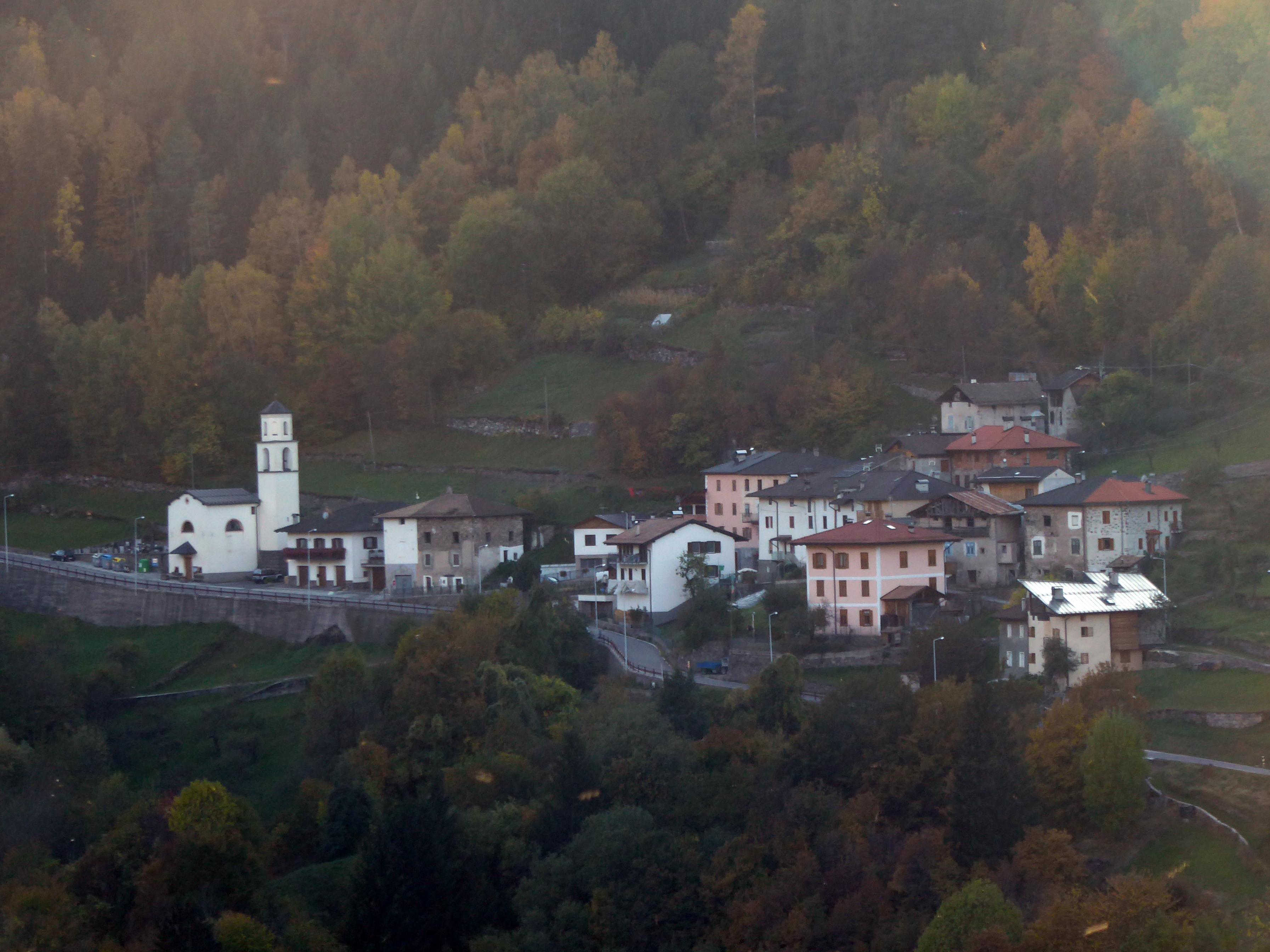
Valcava vista da Facendi (Sover)

Valcava è una delle frazioni più distanti del comune, costruita su una piccola conca pianeggiante sul lato nord-est del dosso di Segonzano. È formata da una quarantina di case, centrate attorno al cimitero e alla chiesa degli Angeli Custodi, costruita intorno al 1845.

## Amministrazione
| Periodo        | Periodo       | Primo cittadino    | Partito                                   | Carica  | Note |
| -------------- | ------------- | ------------------ | ----------------------------------------- | ------- | ---- |
| 9 maggio 2005  | 9 maggio 2015 | Giorgio Mattevi    | Lista civica - Lista aperta per Segonzano | Sindaco |      |
| 10 maggio 2015 | 4 maggio 2025 | Pierangelo Villaci | Lista civica - Frazioni unite             | Sindaco |      |
| 5 maggio 2025  | in carica     | Grazia Benedetti   | Lista civica - Frazioni unite             | Sindaco |      |

### Gemellaggi
- Segonzac, dal 1985[39]

## Variazioni
La circoscrizione territoriale ha subito le seguenti modifiche: nel 1928 aggregazione di territori del soppresso comune di Sevignano.